# 基督堂 (漢普斯特德)
基督堂（Christ Church, Hampstead）是一座位於倫敦漢普斯特德的英國聖公會的教堂。現在的教堂修建於1850年至1852年期間，設計者是建築家Samuel Daukes，建築風格是早期英格蘭哥特式建築。1855年教堂設立了學校。